# 806 до н. е.

## Події
Війна Ассирії з царем Урарту Менуа закінчилася безрезультатно.
Війна між Дамаском і Хамою (Сирія) значно послаблоє обидві країни.